# Arcizac-Adour
Arcizac-Adour település Franciaországban, Hautes-Pyrénées megyében. Lakosainak száma 600 fő (2022. január 1.). Arcizac-Adour Bernac-Debat, Bernac-Dessus, Hiis, Saint-Martin, Vielle-Adour és Visker községekkel határos.

## Népesség
A település népességének változása:
| Lakosok száma | 514  | 528  | 547  | 534  | 547  | 559  | 572  | 580  | 600  |
|               | 2013 | 2015 | 2016 | 2017 | 2018 | 2019 | 2020 | 2021 | 2022 |